# Polygala nyikensis
Polygala nyikensis är en jungfrulinsväxtart som beskrevs av Arthur Wallis Exell. Polygala nyikensis ingår i släktet jungfrulinssläktet, och familjen jungfrulinsväxter. Inga underarter finns listade i Catalogue of Life.